# 敬孝王
詢（？—前1030年），是古朝鲜之箕子朝鲜的君主，子姓。諡號敬孝王（韓語：경효왕），後王位由兒子伯繼承。